# Incidente del Morrison

Dibujo japonés del Morrison, anclado en frente de Uraga en 1837.

El incidente del Morrison (モリソン号事件 Morison-gō Jiken?), es el nombre dado al suceso acaecido en 1837 donde el Morrison, un barco mercante estadounidense dirigido por el comerciante Charles W. King, fue alejado del Japón aislacionista a base de fuego de cañón. El evento fue llevado a cabo de acuerdo con el Edicto para Repeler Navíos Extranjeros de 1825.

## Historia
Además de sus intenciones comerciales, el barco intentaba repatriar siete náufragos japoneses que habían sido recogidos en Macau. Entre ellos estaba Yamamoto Otokichi, conocido posteriormente por tender puentes entre la cultura de Japón y el resto del mundo. Llevaba también a misioneros cristianos como Samuel Wells Williams.
La naturaleza de la misión fue conocida un año después del incidente, lo que aumentó las críticas sobre el edicto.